# وسام البركة
وسام البركة (ولد في 13 يناير 1985) هو لاعب كرة قدم مغربي. يلعب كمهاجم لصالح نادي النهضة البركانية.